# 帕特罗斯 (华盛顿州)
帕特罗斯（英文：Pateros），是美国华盛顿州奥卡诺根县下属的一座城市。根据 2000年美国人口普查，该市有人口643人。根据2010年美国人口普查，该市有人口667人。而2011年估计该市有673人。